# Joelija Vakoelenko
Joelija Olegovna Vakoelenko (Oekraïens: Юлія Оле́гівна Вакуленко) (Jalta, 10 juli 1983) is een voormalig tennisspeelster die is geboren in de Oekraïense SSR binnen de toenmalige Sovjet-Unie.
Vakoelenko werd prof in 1998 en debuteerde in 2001 in de WTA-tour. Zij wist tot op heden één WTA-finale te bereiken: in Québec in 2007. Ook wist zij tweemaal in haar carrière een halve finale te bereiken: in Canberra in 2004 en in Berlijn in 2007. Zij speelde voor het eerst in het hoofdtoernooi van een grandslamtoernooi tijdens Roland Garros in 2003. Daar wist zij als kwalificante de derde ronde te bereiken.
In mei 2007 bereikte haar carrière een voorlopig hoogtepunt. Zij versloeg in Warschau de Belgische Kim Clijsters, die na deze wedstrijd onverwacht het einde van haar proftenniscarrière aankondigde. Een week later versloeg zij in Berlijn de Française Amélie Mauresmo en de Russin Dinara Safina (nummer 3 respectievelijk 10 van de wereld).
In april 2008 maakte Vakoelenko haar voornemen bekend om de Spaanse nationaliteit aan te nemen, omdat zij in dat land al tien jaar woonde. Zij wilde voor Spanje aan de Fed Cup en aan de Olympische Spelen deelnemen. Bevestiging van haar nationaliteitsverandering bleef uit. Op de WTA-toernooien is zij altijd voor Oekraïne blijven uitkomen, en aan Fed Cup noch Olympische Spelen heeft zij ooit deelgenomen.

## Posities op deWTA-ranglijst
Positie per einde seizoen:
| jaar | rang enkelspel | rang dubbelspel |
| ---- | -------------- | --------------- |
| 2009 | 156            | 676             |
| 2008 | 357            | –               |
| 2007 | 33             | 915             |
| 2006 | 120            | –               |
| 2005 | 185            | –               |
| 2004 | 129            | 359             |
| 2003 | 73             | 151             |
| 2002 | 209            | –               |
| 2001 | 135            | –               |
| 2000 | 226            | –               |
| 1999 | 417            | –               |

## Palmares
| Legenda                |
| ---------------------- |
| Grandslamtoernooi      |
| Olympische Spelen      |
| Year-End Championships |
| Tier I                 |
| Tier II                |
| Tier III               |
| Tier IV & V            |

### WTA-finaleplaatsen enkelspel
| nr.              | finale     | toernooi   | ondergrond | tegenstandster    | score    |         |
| ---------------- | ---------- | ---------- | ---------- | ----------------- | -------- | ------- |
| verloren finales |            |            |            |                   |          |         |
| 1.               | 2007-11-04 | WTA Québec | tapijt (i) | Lindsay Davenport | 4-6, 1-6 | details |

### Gewonnen ITF-toernooien enkelspel
| nr. | finale     | toernooi      | ondergrond | dotatie | tegenstandster in finale | score          |
| --- | ---------- | ------------- | ---------- | ------- | ------------------------ | -------------- |
| 1.  | 1998-12-06 | Mallorca      | gravel     | $10.000 | Laura Pena               | 6-4, 6-1       |
| 2.  | 2002-11-24 | Deauville     | gravel (i) | $25.000 | Virginie Pichet          | 6-2, 6-1       |
| 3.  | 2002-12-08 | Boynton Beach | gravel     | $75.000 | Bethanie Mattek          | 6-4, 6-0       |
| 4.  | 2003-10-05 | Girona        | gravel     | $50.000 | Barbora Strýcová         | 7-5, 2-0, opg. |
| 5.  | 2009-02-08 | Rancho Mirage | hardcourt  | $25.000 | Lauren Albanese          | 6-0, 6-1       |
| 6.  | 2009-06-27 | Périgueux     | gravel     | $25.000 | Sophie Ferguson          | 6-2, 7-5       |
| 7.  | 2009-08-16 | Koksijde      | gravel     | $25.000 | Iryna Kurijanovitsj      | 7-5, 6-1       |

## Resultaten grandslamtoernooien
| Legenda | Legenda                          |
| ------- | -------------------------------- |
| g.t.    | geen toernooi gehouden           |
| l.c.    | lagere categorie                 |
| –       | niet deelgenomen                 |
| G       | uitgeschakeld in de groepsfase   |
| 1R      | uitgeschakeld in de eerste ronde |
| 2R      | uitgeschakeld in de tweede ronde |
| 3R      | uitgeschakeld in de derde ronde  |
| 4R      | uitgeschakeld in de vierde ronde |
| KF      | uitgeschakeld in de kwartfinale  |
| HF      | uitgeschakeld in de halve finale |
| F       | de finale verloren               |
| W       | het toernooi gewonnen            |
| w-v     | winst/verlies-balans             |

### Enkelspel
| Toernooi        | 2003 | 2004 | 2005 | 2006 | 2007 | 2008 |
| --------------- | ---- | ---- | ---- | ---- | ---- | ---- |
| Australian Open | –    | 2R   | –    | –    | 2R   | 1R   |
| Roland Garros   | 3R   | 1R   | –    | 3R   | 1R   | 1R   |
| Wimbledon       | 1R   | 1R   | 2R   | 1R   | 1R   | 1R   |
| US Open         | 2R   | 2R   | –    | –    | 4R   | 1R   |

### Vrouwendubbelspel
| Toernooi        | 2004 |    | 2007 | 2008 |
| --------------- | ---- | -- | ---- | ---- |
| Australian Open | 1R   | –  | 1R   |      |
| Roland Garros   | –    | 1R | –    |      |
| Wimbledon       | –    | 1R | 1R   |      |
| US Open         | –    | 1R | –    |      |